# 诺贝尔物理学委员会
诺贝尔物理学委员会（瑞典語：Vetenskapsakademiens Nobelkommitté för fysik）是负责推举诺贝尔物理学奖得主的诺贝尔委员会，成员由瑞典皇家科学院任命。通常由科学院物理学部的瑞典籍教授组成，但科学院原则上可以任命任何人进入委员会。委员会没有决定权，因此诺贝尔物理学奖的得主要先由科学院物理学学部进行首轮讨论，再由科学院全体院士表决产生。